# ماهی مید
ماهی مید یا ماهی گاریز (نام علمی: Liza klunzingeri) نام یک گونه از سرده بیاح‌ها از خانواده ماهیان کفال است.ماهی گاریز جنوب ایران در خلیج فارس بخصوص بندرعباس
نوع پخت:بصورت کبابی روی ورق حلب سرخ کرده و بعد میل کنید.